# Analogy karbenů
Analogy karbenů jsou sloučeniny odvozené od karbenů náhradou uhlíkových atomů atomy jiných prvků. Podobně jako karbeny bývají reaktivními meziprodukty reakcí a některé mohou být stabilizovány a izolovány. Karbeny mají využití v organické syntéze, ale jejich analogy bývají pouze předměty laboratorního výzkumu. Analogy karbenů jsou známé u prvků 13., 14., 15. a 16. skupiny.

## U prvků 13. skupiny
V rámci prvků 13. skupiny jsou známy borové analogy karbenů, nazývané boryleny nebo boranylideny.

## U prvků 14. skupiny
Obdobami karbenů u těžších prvků 14. skupiny jsou silyleny, R2Si:, germyleny R2Ge: (například difosfagermyleny), stannyleny R2Sn: a plumbyleny R2Pb:, souhrnně označované metalyleny a považované za monomery polymetalanů. Oxidační čísla centrálních atomů jsou zde +2 a stabilita roste s hlavním kvantovým číslem (směrem dolů v periodické tabulce se zvyšuje). Dichlorplumbylen, :PbCl2, a dichlorstannylen, :SnCl2, jsou tak stabilními iontovými sloučeninami, i když se vyskytují jako polymery nebo iontové páry.
Analogy karbenů u prvků 14. skupiny nevytváří hybridizované orbitaly, místo toho si zachovávají elektronové konfigurace typu (ns)2(np)2, protože se u těžších prvků zvyšují rozdíly energií mezi orbitaly s a p. Dva elektrony zůstávají v orbitalech s a příslušné sloučeniny tak vytvářejí výhradně singletové základní stavy a ne tripletové, pozorovatelné u karbenů, pokud mají určité substituenty. Volný elektronový pár orbitalu s se reakcí neúčastní a prázdný orbital p je vysoce reaktivní. Stability analogů karbenů u prvků 14. skupiny se dosahuje snížením jeho reaktivity, obykle koordinací Cp* ligandů nebo ligandy obsahující dusík, kyslík či fosfor; lze ale použít i samotnou sterickou ochranu.
Arylované a alkylované metalyleny se připravují redukcemi sloučenin čtyřmocných kovů nebo substitucemi z dvojmocných halogenidů. Stabilní metalyleny musejí mít objemné substituenty, které brání nukleofilním atakům na kovových centrech. Těmito substituenty mohou být například mesityl, (di(trimethylsilyl)methyl) a adamantyl. Bez dostatečného sterického stínění metalyleny vytváří dimery a polymery. První izolovatelný dialkylgermylen byl připraven v roce 1991:
Me5C5GeCl + LiCH(Si(Me3))2 → Me5C5GeCH(Si(Me3))2
Me5C5GeCH(Si(Me3))2 + LiC(Si(Me3))3 → (SiMe3)3CGeCH(Si(Me3))2
Stabilní diarylgermyleny také musejí obsahovat objemné ligandy:
Ge[N(SiMe3)2]2 + 2 LiC5H3(C10H7)2 → Ge[LiC5H3(C10H7)2]2
| Sloučenina                                                           | Délka vazby C-kov (pm) | Úhel C-M-C (°) | Vlnová délka maximální absorbance při ultrafialovo-viditelné spektroskopii (nm) |
| (Ardip)2Ge                                                           | 203,3 204,8            | 113,8          | 608                                                                             |
| (Ardip)2Sn                                                           | 225,5                  | 117,6          | 600                                                                             |
| (Ardip)2Pb                                                           | 239,0 238,0            | 121,5          | 586                                                                             |
| Stabilní Ge, Sn, Pb metalyleny, Ardip = C6H3-2,6-[C6H3-2,6-(C3H7)2]2 |                        |                |                                                                                 |

Úhly vazeb C-M-C u metalylenů jsou menší než 120°, což naznačuje jiné hybridizace než sp2. Povahu vazeb C-MII bližších vazbám p- oproti C-MIV odráží vyšší délky vazeb.
N-heterocyklické silyleny se vyznačují stálostí po několik měsíců a jsou podrobně prozkoumány.

## U prvků 15. skupiny
Dusíkaté neutrální analogy karbenů se nazývají nitreny. Fosforovými analogy jsou fosfinideny. U prvků této skupiny jsou popsány i nabité analogy, největší význam mají fosfeniové ionty (R2P+), izolobalové se singletovými (hetero-)karbeny.

## U prvků 16. skupiny
Chalkogenové analogy karbenů byly poprvé připraveny v roce 2009. Síra, selen a tellur vytvářejí dikationty stabilizovatelné diiminopyridinovými (DIMPY) ligandy, například produktem reakce triflátu S(OTf)2 a (2,6-diisopropylfenyl)2DIMPY při −78 °C je na vzduchu stálá dikationtová sloučenina síry s holým atomem S2+ s navázanou trojicí dusíků.